# 아만다 필케
아만다 필케(Amanda Pilke, 1990년 3월 2일 ~ )는 핀란드의 배우이다.

## 출연 작품
- 네이키드 하버 (2012)
- 퍼지 (2012)
- 금지된 젊음 (2009)
- 우리 식구는 못말려 (2003)